# Communauté de communes du Perche Gouët
Die Communauté de communes du Perche Gouët ist ein ehemaliger französischer Gemeindeverband mit der Rechtsform einer Communauté de communes im Département Eure-et-Loir in der Region Centre-Val de Loire. Der Gemeindeverband wurde am 6. Dezember 2004 gegründet und bestand aus 16 Gemeinden. Der Verwaltungssitz befand sich im Ort Unverre.

## Historische Entwicklung
Mit Wirkung vom 1. Januar 2017 wurde der Gemeindeverband aufgelöst und seine ehemaligen Mitgliedsgemeinden auf die Verbände
- Communauté de communes Terres de Perche,
- Communauté de communes du Grand Châteaudun,
- Communauté de communes du Perche und
- Communauté de communes Entre Beauce et Perche aufgeteilt.

## Ehemalige Mitgliedsgemeinden
1. Les Autels-Villevillon
2. La Bazoche-Gouet
3. Brou
4. Bullou
5. Chapelle-Guillaume
6. Chapelle-Royale
7. Dampierre-sous-Brou
8. Frazé
9. Gohory
10. Luigny
11. Mézières-au-Perche
12. Montigny-le-Chartif
13. Mottereau
14. Moulhard
15. Unverre
16. Yèvres